# Władimir Antipin
Władimir Jurjewicz Antipin, kaz. Владимир Юрьевич Антипин (ur. 18 kwietnia 1970 w Temyrtau, Kazachska SRR) – kazachski hokeista, reprezentant Kazachstanu.
Jego syn Wiktor (ur. 1992) także został hokeistą, występującym jako Rosjanin.

## Kariera
- Torpedo Ust-Kamienogorsk (1991–1993)
- Detroit Falcons (1993–1994)
- Torpedo Ust-Kamenogorsk (1994–1996)
- HC Czeskie Budziejowice (1996–1997)
- Mietałłurg Magnitogorsk (1997–2000)
- Łada Togliatti (2000–2001)
- Siewierstal Czerepowiec (2001–2002)
- Mietałłurg Nowokuźnieck (2002–2003)
- Awangard Omsk (2003–2004)
- Sibir Nowosybirsk (2004–2005)
- Kazakmys Karaganda (2005)
- Mieczeł Czelabińsk (2005)
- Chimik Obwód moskiewski (2005–2006)
- Kazakmys Sätbajew (2006)
- Amur Chabarowsk (2006–2009)
- Barys Astana (2009–2010)

Uczestniczył w turniejach zimowej uniwersjady edycji 1993, mistrzostw świata w 1995, 1996, 1997, 1998, 2004, 2005, 2009 i 2010 oraz na Zimowych Igrzyskach Olimpijskich 1998 i 2006.

## Kariera trenerska i działacza
- Sibirskie Snajpiery Nowosybirsk (2010-2012), asystent trenera[1][2][3]
- Traktor Czelabińsk (2015), asystent trenera
- Mietałłurg Magnitogorsk (2017-2019), trener rozwojowy w sztabie
- Admirał Władywostok (2019/2020), menedżer drużyny
- SKA-1946 Sankt Petersburg (2020-2021), trener w sztabie
- AKM Tuła (2022-2023), asystent trenera
- Mietałłurg Nowokuźnieck (2023), asystent trenera

Po zakończeniu kariery zawodniczej został trenerem, szkolił zespół juniorski Sibirskich Snajpierów Nowosybirsk występujący w MHL. Od 2017 trener rozwojowy w sztabie Mietałłurga Magnitogorsk. 
Wiosną 2020 wszedł do sztabu SKA-1946 Sankt Petersburg. Wiosną 2022 został trenerem obrońców AKM Tuła. Od maja do sierpnia 2023 był asystentem w sztabie Mietałłurga Nowokuźnieck.

## Sukcesy

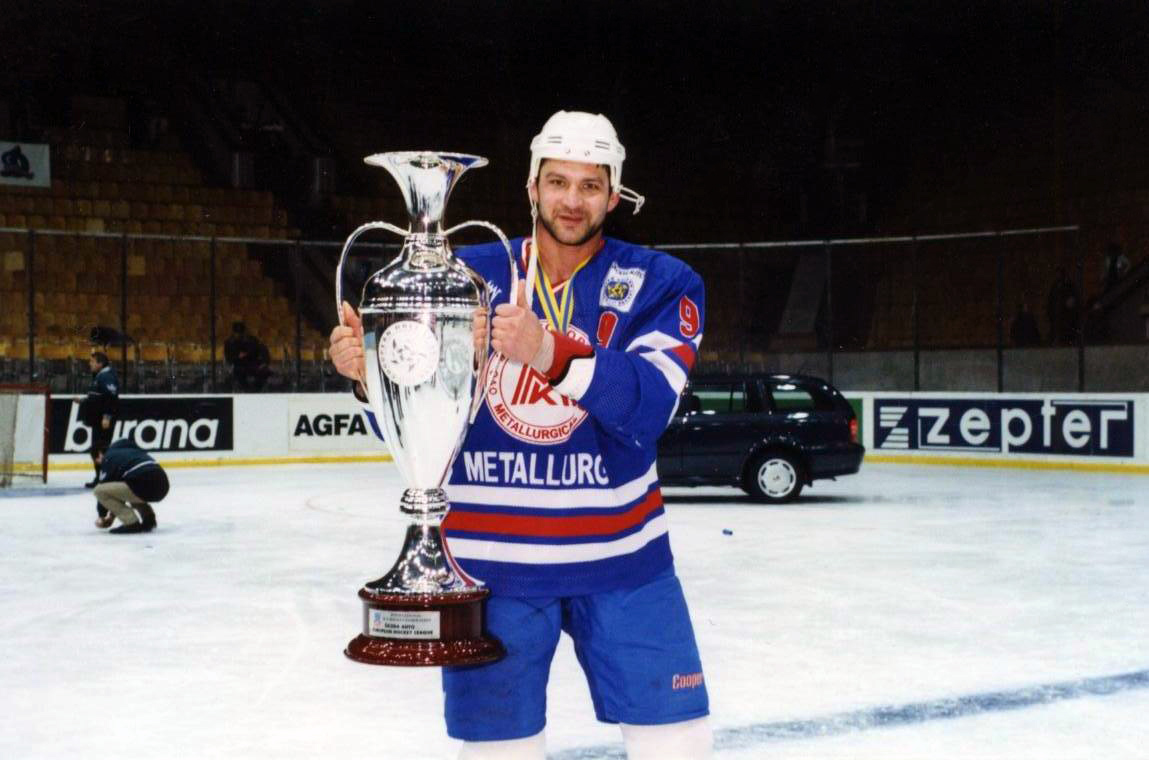
Władimir Antipin w barwach Mietałłurga Magnitogorsk z pucharem Europejskiej Ligi Hokejowej (1999)

Reprezentacyjne
- Srebrny medal zimowej uniwersjady: 1993
- Awans do MŚ Elity: 2009

Klubowe
- Złoty medal mistrzostw Kazachstanu: 1993, 1995, 1996
- Złoty medal mistrzostw Rosji: 1999 z Mietałłurgiem, 2004 z Awangardem
- Srebrny medal mistrzostw Rosji: 1998 z Mietałłurgiem
- Brązowy medal mistrzostw Rosji: 2000 z Mietałłurgiem
- Mistrzostwo Europejskiej Ligi Hokejowej: 1999, 2000 z Mietałłurgiem

Indywidualne
- Sezon 1997/1998 superligi rosyjskiej: Złoty Kask (przyznawany sześciu zawodnikom wybranym do składu gwiazd sezonu)
- Sezon 1998/1999 superligi rosyjskiej: Złoty Kask (przyznawany sześciu zawodnikom wybranym do składu gwiazd sezonu)